# Color*Iz
Color*Iz (estilizado em letras maiúsculas; pronunciado "colorize") é o extended play (EP) de estreia do grupo feminino nipo-sul-coreano Iz*One, um grupo de projeto formado por meio do reality show de sobrevivência Produce 48 da Mnet de 2018. O álbum foi lançado em 29 de outubro de 2018 pela Off the Record Entertainment. O mesmo foi lançado em duas versões: "Rose" e "Color", contendo 7 faixas (8 na edição física), incluindo a faixa-título "La Vie en Rose".
O álbum quebrou o recorde de vendas mais altas na primeira semana de um álbum de estreia de um grupo feminino e se tornou a quarta maior venda na primeira semana de um álbum de um grupo feminino sul-coreano no Hanteo. Ele estreou no topo da Oricon Weekly Album Chart e da Oricon Weekly Digital Album Chart no Japão, enquanto na Coreia do Sul, alcançou a posição número dois na Gaon Album Chart em sua primeira semana. Color*Iz também alcançou a posição nove na parada World Albums da Billboard, enquanto "La Vie en Rose" alcançou a posição seis na parada World Digital Songs, tornando Iz*One apenas o oitavo grupo feminino coreano a ter seu lançamento de estreia nas paradas World Albums e World Digital Songs.

## Antecedentes e lançamento
Iz*One foi formado através do reality show Produce 48, a terceira temporada do reality de competição da Mnet em colaboração com os grupos de Yasushi Akimoto, AKB48 e seus sub-grupos que planejavam formar um girl group global ativo na Coreia do Sul e Japão. Com o show sendo exibido em agosto de 2018, a Off the Record, gravadora do grupo, anunciou que Iz*One faria sua estreia ainda nesse mesmo ano em outubro. O grupo iniciaram as preparações para sua estreia imediatamente após o fim do reality e as membros foram colocadas em uma agenda apertada por estarem gravando canções, fazendo participações em programas e filmarem o videoclipe de sua primeira faixa-título, deixando difícil para a integrante Chaewon que também teve que se preparar pro Teste Escolar de Habilidades na Coreia do Sul.
O álbum de estreia, intitulado Color*Iz foi anunciado duas semanas antes do lançamento. O grupo terminou as gravações para o videoclipe da faixa-título "La Vie en Rose" em 18 de outubro de 2018.
Color*Iz foi lançado em 29 de outubro de 2018 juntamente com o videoclipe do single de estreia em severas plataformas digitais, tais como Melon, Apple Music e Spotify. Em 4 de outubro de 2018, o grupo, através de seu canal oficial do YouTube lançou um vídeo da coreografia de "La Vie en Rose".

## Composição
O single "La Vie en Rose" é descrito pela Billboard como uma faixa eletropop vibrante e descolada que combina uma ampla gama de elementos como sintetizadores ambientais, batidas fortes, caixa metálica e cordas ecoantes. O álbum também contém as versões de Iz*One de "We Together", "You're in Love, Right?" e "As We Dream", que foram apresentadas e originalmente realizada pelas concorrentes do Produce 48￼.

## Promoção
Iz*One realizou seu primeiro showcase, intitulado "COLOR*IZ Show-Con", em 29 de outubro de 2018 no Olympic Hall em Seul, Coreia do Sul. Os ingressos para o showcase foi esgotado dentro de 1 minuto da abertura dos ingressos. O showcase foi transmitido ao vivo pelo YouTube e Facebook. O grupo filmou para o programa de variedades sul-coreano Idol Room, que foi transmitido pela JTBC em 30 de outubro. Elas também apareceram no Weekly Idol no episódio do dia 31 de outubro.
O grupo fez sua estreia nos palcos em 1º de novembro, apresentando "O 'My!" e "La Vie en Rose" no M Countdown da Mnet, seguido por apresentações no Music Bank da KBS e Show! Music Core da MBC. Iz*One ganhou seu primeiro prêmio musical no M Countdown em 8 de novembro de 2018, tornando-as o grupo feminino mais rápido a vencer em um programa musical desde sua estreia com um recorde de 10 dias.

### Videoclipe
O videoclipe oficial da faixa-título "La Vie en Rose" foi inspirado na cor vermelha, como o título em francês "The Life in Pink", com as doze membros vistas cantando e dançando em vestimentas vermelhas e de couro. Foi coreografado inteiramente por Chae Da-som, com exceção do pré-refrão que foi modificado pela membro Kwon Eun-bi. O videoclipe atingiu mais de 4.5 milhões de visualizações nas primeiras 24 horas de lançamento, ultrapassando o recorde anterior realizado por Stray Kids para o videoclipe de estreia de um grupo de K-pop com mais visualizações em 24 horas. Quatro dias depois, o videoclipe passou de 10 milhões de visualizações na plataforma do YouTube.

## Recepção
Tamar Herman da Billboard descreveu que a faixa-título é "cativante desde o início" e que o grupo forneceu um single de estreia que é "poderoso e delicado tudo ao mesmo tempo". Ela adicionou também que "ao invés do que se mostrarem contraditórias, a dualidade apresentada na canção de estreia de Iz*One e o vídeo sugere o potencial do grupo no meio de um dos cenários pop mais experimentais no mundo e destaca o porquê essas 12 foram escolhidas entre as quase 100 mulheres que competiram pelo lugar no grupo no Produce 48".

## Desempenho comercial
A Hanteo Chart, uma tabela musical sul-coreana, relatou que Color*Iz quebrou o recorde de vendas na primeira semana por um álbum de estreia de um grupo feminino, vendendo mais de 34 mil unidades apenas no primeiro dia. O álbum também ocupou a primeira posição no iTunes de 10 países, incluindo Indonésia, Japão, Filipinas e Tailândia em sua primeira semana. Iz*One consequentemente se tornou o quarto grupo feminino com maior vendas em uma semana com 80,000 cópias, relatado pela Hanteo. O álbum estreou na segunda posição na Gaon Album Chart em sua primeira semana, enquanto o single "La Vie en Rose" estreou na décima quarta na Gaon Digital Chart. Todas as faixas do álbum figuraram na parada sul-coreana Gaon Download Chart com apenas três dias de contagem, o álbum alcançou a quarta posição na parada mensal da Gaon Album Chart, vendendo mais de 98,000 cópias em outubro. Em território japonês, o álbum estreou na primeira posição na Oricon Weekly Album Chart e Oricon Weekly Digital Album Chart, vendendo 12 mil cópias fisicamente e 3 mil cópias digitalmente. O álbum também ocupou a nona posição na parada World Albums da Billboard e "La Vie en Rose" na sexta posição na parada World Digital Songs, vendendo mais de 1,000 cópias em território americano de acordo com Nielsen SoundScan, sendo a canção de K-pop mais vendida na semana. Iz*One entrou na lista dos únicos oito grupos femininos a ter seus lançamentos de estreia aparecerem na Billboard World Albums e World Digital Songs.

## Lista de faixas
Créditos adaptados de Melon e Apple Music.
| Color*Iz — Download digital |                                                                                 |                                                                         |                                                           |                                                           |         |  |
| N.º                         | Título                                                                          | Letras                                                                  | Música                                                    | Arranjo                                                   | Duração |  |
| 1.                          | "Colors" (아름다운 색)                                                          | Tenzo Kebee Fixman                                                      | Tenzo Fixman                                              | Tenzo Fixman Muna                                         | 3:38    |  |
| 2.                          | "O' My!"                                                                        | Hidden Sound (HSND) Han Kang (HSND) Shin Jae-young (HSND) Jo Yoon-kyung | Hidden Sound (HSND) Han Kang (HSND) Shin Jae-young (HSND) | Hidden Sound (HSND) Han Kang (HSND) Shin Jae-young (HSND) | 3:23    |  |
| 3.                          | "La Vie en Rose" (라비앙로즈)                                                   | MosPick                                                                 | MosPick                                                   | MosPick                                                   | 3:39    |  |
| 4.                          | "Memory" (비밀의 시간)                                                          | Boombastic So Jay                                                       | Boombastic                                                | Boombastic                                                | 3:23    |  |
| 5.                          | "We Together (Iz*One ver.)" (앞으로 잘 부탁해)                                  | Baekgom Bbaekkom So Jay                                                 | Baekgom Park Ki-tae (Prismfilter) So Jay                  | Park Ki-tae (Prismfilter)                                 | 3:46    |  |
| 6.                          | "Suki ni Nacchau Darō? (Iz*One ver.)" (반해버리잖아? / 好きになっちゃうだろう?) | Yasushi Akimoto                                                         | Hayakawa Hirotaka Belex                                   | Hayakawa Hirotaka Belex                                   | 4:09    |  |
| 7.                          | "Yume wo Miteiru Aida (Iz*One ver.)" (꿈을 꾸는 동안 / 夢を見ている間)          | Yasushi Akimoto                                                         | Iggy Youngbae                                             | Iggy Youngbae                                             | 3:29    |  |
| Duração total:              | Duração total:                                                                  | Duração total:                                                          | Duração total:                                            | Duração total:                                            | 25:27   |  |

| Color*Iz– Edição física |                                  |                |                                     |                  |         |  |
| N.º                     | Título                           | Letras         | Música                              | Arranjo          | Duração |  |
| 8.                      | "Pick Me (Iz*One ver.)" (내꺼야) | Produce 48     | Flow Blow airair Louise Frick Sveen | Flow Blow airair | 4:39    |  |
| Duração total:          | Duração total:                   | Duração total: | Duração total:                      | Duração total:   | 30:06   |  |

## Desempenho nas tabelas musicais
| Tabela musical (2018)               | Melhor posição |
| ----------------------------------- | -------------- |
| Coreia do Sul (Gaon Album Chart)    | 2              |
| Estados Unidos (World Albums Chart) | 9              |
| Japão (Oricon)                      | 1              |
| Japão (Billboard Hot Albums)        | 3              |

| Tabela musical (2018)            | Melhor posição |
| -------------------------------- | -------------- |
| Coreia do Sul (Gaon Album Chart) | 24             |

## Certificações e vendas
| Região                                  | Certificação | Unidades/vendas |
| --------------------------------------- | ------------ | --------------- |
| Coreia do Sul (KMCA)                    | Platina      | 250,000*        |
| *vendas baseadas apenas na certificação |              |                 |

## Histórico de lançamento
| Região        | Data                  | Formatos                      | Gravadoras                                                                     |
| ------------- | --------------------- | ----------------------------- | ------------------------------------------------------------------------------ |
| Coreia do Sul | 29 de outubro de 2018 | Download digital CD streaming | Off the Record Entertainment Stone Music Entertainment [ 1 ] Genie Music [ 2 ] |
| Mundo         | 29 de outubro de 2018 | Download digital streaming    | Off the Record Entertainment Stone Music Entertainment [ 1 ] Genie Music [ 2 ] |